# كتيبة طولكرم
كتيبة طولكرم هي تنظيم عسكري فلسطيني مسلح من مختلف الفصائل الفلسطينية ظهر منذ مارس 2022 في مدينة طولكرم الفلسطينية بالضفة الغربية، وتتخذ مقرها في مدينة طولكرم ومُخيمي المدينة (مخيم طولكرم ومخيم نور شمس)، تأسست الكتيبة أواخر عام 2021 كمجموعة لسرايا القدس وقد انطلقت هذه المجموعة لأول مرة في مارس 2022 على يد مؤسسها سيف أبو لبدة، ثم انضمت مجموعة كتائب القسام للكتيبة، وفي مطلع عام 2023 انضمت مجموعة كتائب شهداء الأقصى للكتيبة بمسمى "مجموعة الرد السريع" التي أسسها أمير أبو خديجة، وقد اضطرت إسرائيل لاجتياح طولكرم عامي 2023 و2024 لتنفيذ حملتها العسكرية ضد الكتيبة، حيث تعتبر إسرائيل أن كتيبة طولكرم هي تنظيم إرهابي مُسلح.

## التاريخ
جاءت بدايات تأسيس كتيبة طولكرم من خلال تأسيس مجموعة سرايا القدس بكتيبة طولكرم في أواخر عام 2021 من قبل سرايا القدس الذراع العسكري لحركة الجهاد الإسلامي، وقد انطلقت هذه المجموعة بصورتها الأولية ولأول مرة وذلك في مارس 2022 على يد مؤسسها سيف أبو لبدة عقب انتهاء تجهيزاتها العسكرية واللوجستية والفنية، وبعد اغتيال أبو لبدة في 2 أبريل 2022 فقد أخذت المجموعة بالتوسع والتطور حتى وصلت في سبتمبر 2022 إلى عدد عناصر يبلغ حوالي 40 مقاتلًا حينها، ليُعلِنَ ولادتها بنفسه الأمين العام لحركة الجهاد الإسلامي زياد النخالة، ثم تلاها مباشرة تأسيس وانطلاق مجموعة القسام بكتيبة طولكرم.
وفي مطلع عام 2023 أسس أمير أبو خديجة "مجموعة الرد السريع" بكتيبة طولكرم وتولى قيادتها، وهي مجموعة تتبع لكتائب شهداء الأقصى، وساهم أبو خديجة في توسيع نشاط المجموعة بشكلٍ ملحوظ، إذ أصبحت المجموعة في عهده تضم مقاتلين ينتمون لتنظيمات فلسطينية مختلفة، وقد اختار أبو خديجة اسم "الرد السريع" نسبةً لرائد الكرمي قائد كتائب شهداء الأقصى الذي يُعرف بلقب "صاحب الرد السريع"، وفي 22 فبراير 2023 قرأ أبو خديجة البيان التأسيسي الأول لمجموعة الرد السريع في أول مؤتمر صحفي تعقده المجموعة وذلك في ميدان جمال عبد الناصر وسط مدينة طولكرم، قبل أن تغتاله إسرائيل في 23 مارس 2023.

## تشكيلات ووحدات الكتيبة
تضم كتيبة طولكرم التشكيلات والوحدات التنظيمية التالية:
- مجموعة سرايا القدس، وتُعرف أيضًا باسم مجموعة سيف أبو لبدة نسبة لمؤسسها سيف أبو لبدة، وقد انطلقت في مارس 2022.[1]
- مجموعة القسام وانطلقت عقب ظهور مجموعة سرايا القدس في مارس 2022.
- مجموعة شهداء الأقصى والتي تُعرف باسم مجموعة الرد السريع، وقد انطلقت وظهرت للعلن في 22 فبراير 2023 على يد مؤسسها أمير أبو خديجة.[12]
- مجموعة وكر الصقور تأسست بتاريخ 18 أكتوبر 2022 ثم انضوت في فبراير 2023 ضمن مجموعة الرد السريع.[14][15]

## عمليات هجومية للكتيبة
نفذت كتيبة طولكرم منذ تشكيلها عام 2022 وحتى اليوم بمختلف مجموعاتها العسكرية سلسلة عمليات مسلحة ضد الحواجز والمستوطنات والمركبات الإسرائيلية، كان من هذه العمليات:
- عملية إطلاق نار بتاريخ 2 مايو 2023 قرب مستوطنة أفني حيفتس شرق طولكرم، نفذتها مجموعة القسام بكتيبة طولكرم، وقد أسفرت عن إصابة ثلاثة مستوطنين إسرائيليين.[16]

- عملية إطلاق نار بتاريخ 30 مايو 2023 عند مدخل مستوطنة حرميش شمال طولكرم، نفذتها مجموعة الرد السريع (مجموعة شهداء الأقصى) بكتيبة طولكرم، وقد أسفرت العملية عن مقتل مواطن إسرائيلي من سُكان المستوطنة.[17][18]

- في 4 يوليو 2023 شاركت كتيبة طولكرم بمختلف مجموعاتها بالقتال في مدينة جنين خلال معركة بأس جنين، حيث شارك عناصر كتيبة طولكرم بشكل مباشر في المعركة منذ الساعات الأولى لإعلانها، وفق ما جاء في بيانين الأول لكتيبة طولكرم بتاريخ 3 يوليو 2023 مع بداية المعركة والثاني لكتيبة جنين بتاريخ 5 يوليو 2023 عقب انتهاء المعركة.[1][3][4]

## هجمات إسرائيلية ضدها
في 10 مارس 2023 أعلنت إسرائيل شن عملية عسكرية في مدينة طولكرم التي تضم مقر كتيبة طولكرم، فاندلعت فجرًا في المدينة اشتباكات مسلحة عنيفة بين عناصر الكتيبة وقوات الجيش الإسرائيلي المُقتحمة، وتخلل الاشتباكات استهداف قوات الجيش الإسرائيلي بعبوات ناسفة، وقالت كتيبة طولكرم في بيان مقتضب لها فجرًا: إن عناصرها "يخوضون معركة الشهداء على أرض مدينة طولكرم. لا يزال أبناء الرد السريع يخوضون معركة الكرامة وأوقعوا إصابات وخسائر في صفوف العدو".
في صباح يوم 23 مارس 2023 نفذت قوات إسرائيلية خاصة عملية عسكرية لها في عزبة شوفة الضاحية الجنوبية لمدينة طولكرم حيث حاصرت منزلًا يتواجد فيه أمير أبو خديجة مؤسس مجموعة الرد السريع بكتيبة طولكرم وقتلته.
وتلى ذلك بِدء إسرائيل بتنفيذ سلسلة عنيفة ومكثفة من الاجتياحات لمدينة طولكرم طيلة عام 2023 وامتدت إلى عام 2024.

## العلاقة مع السلطة الفلسطينية
اتسمت العلاقة بين كتيبة طولكرم والسلطة الوطنية الفلسطينية بالتوتر الكبير، ففي مطلع مارس 2023 لاحقت السلطة الفلسطينية عددًا من أفراد كتيبة طولكرم بمجموعاتها المُختلفة، ولكن خرجت حينها مظاهرات ليلية غاضبة في مدينة طولكرم لعدة أيام متتالية، فاندلعت مواجهات بين شبان فلسطينيين وقوات الأمن الفلسطينية، تخلل المواجهات إغلاق الشبان لشوارع وتكسير إشارات ضوئية في المدينة، فيما ردت قوات الأمن الفلسطينية بإطلاق القنابل المسيلة للدموع وقنابل الصوت.
وبحسب متحدث باسم الكتيبة، فإن السلطة حاولت اعتقال عدة شبان، ولاحقتهم، قبل تحوليهم إلى مطادرين من قبل جيش الاحتلال الإسرائيلي.
وفي 12 يونيو 2023 حاولت الأجهزة الأمنية الفلسطينية إزالة الحواجز الحديدية التي وضعتها الكتيبة عند مدخل مخيم نور شمس في مدينة طولكرم لإعاقة أية دخول إسرائيلي للمخيم، فاندلعت مواجهاتٍ استمرت ليومٍ كامل بين شبان فلسطينيين والقوات الأمنية الفلسطينية، وعلق ناطقٌ باسم الكتيبة على ذلك قائلًا أن "سلاح المقاومة وُجِدَ ليوجه ضد الاحتلال".
في 26 تموز/يوليو 2024، حاولت قمة من الأجهزة الأمنية (التابعة للسلطة الفلسطينية)، اعتقال قائد كتيبة طولكرم، محمد جابر، المعروف باسم "أبو شجاع"، بعد دخوله إلى مستشفى ثابت ثابت الحكومي، نتيجة إصابة تعرض له في حادث ذاتي ارتبط بتصنيع عبوات ناسفة، وعلى مدار أكثر من ساعة، حاصرت قوة من الأجهزة الأمنية، مبنى المستشفى واقتحمته، مع تخلل الأمر اشتباكات مسلحة وإطلاق قنابل الغاز، وانتهى الحدث بدخول العشرات إلى المستشفى وإخراج جابر منه.

## قادة وأعضاء بارزين قُتِلوا

### قادة الكتيبة
| الاسم                           | تفاصيل عنه | تفاصيل اغتياله |
| ------------------------------- | --- | --- |
| سيف حفظي محمد أبو لبدة          | مواليد 4 مايو 1993. أطلق في مارس 2022 مجموعة سرايا القدس بكتيبة طولكرم بالتعاون مع كتيبة جنين وبدعمٍ مباشر من سرايا القدس قبل اغتياله من قبل إسرائيل في 2 أبريل 2022. | اغتالته قوات إسرائيلية خاصة فجر يوم 2 أبريل 2022 قرب مفرق عرابة ولا زالت السلطات الإسرائيلية تحتجز جثمانه. |
| أمير عماد أمين أبو خديجة        | مواليد 13 يناير 1999. أطلق مطلع عام 2023 "مجموعة الرد السريع" بكتيبة طولكرم وتولى قيادتها.                                                                           | بعد مطاردة وملاحقة طويلة لأبو خديجة من قبل إسرائيل، تمكنت قوات إسرائيلية خاصة من اغتياله بمساندة وحدات المستعربين والشاباك وجيش الدفاع وحرس الحدود في عملية عسكرية حاصرت خلالها منزل يتحصن فيه في عزبة شوفة الضاحية الجنوبية لمدينة طولكرم صباح يوم 23 مارس 2023 وهو اليوم الأول من شهر رمضان، فاشتبك أبو خديجة مع القوات الإسرائيلية التي ردت بإطلاق عليه ما يزيد عن 40 رصاصة. |
| جهاد مهراج إبراهيم شحادة        | مواليد طولكرم في 18 فبراير 1999. كان قائدًا لمجموعة السريع بالكتيبة حتى اغتياله، خلفًا أمير أبو خديجة.                                                                 | اغتالتهما قوات إسرائيلية خاصة في مدينة طولكرم في اليوم الـ 31 لمعركة "طوفان الأقصى" الموافق 6 نوفمبر 2023 بإطلاق نحو 100 رصاصة على مركبة كانا فيها، وقد قتل أيضًا برفقتهما في المركبة عضويّ الكتيبة "مؤمن سائد محمود بلعاوي" و"قاسم محمد رجب". |
| عز الدين رائد حسين عواد         | مواليد طولكرم في 31 مارس 1995. تولى قيادة مجموعة القسام بالكتيبة حتى اغتياله.                                                                                        | اغتالتهما قوات إسرائيلية خاصة في مدينة طولكرم في اليوم الـ 31 لمعركة "طوفان الأقصى" الموافق 6 نوفمبر 2023 بإطلاق نحو 100 رصاصة على مركبة كانا فيها، وقد قتل أيضًا برفقتهما في المركبة عضويّ الكتيبة "مؤمن سائد محمود بلعاوي" و"قاسم محمد رجب". |
| معتصم علي دعمة (عصوم العلي)     | تولى قيادة مجموعة شهداء الأقصى في الكتيبة حتى اغتياله، وهو أحد مؤسسي الكتيبة.                                                                                        | اغتاله الجيش الإسرائيلي في عملية عسكرية خاصة واسعة في مخيم نور شمس في مدينة طولكرم بتاريخ 7 فبراير 2024 بعد محاصرته في منزلٍ تحصن فيه، حيث قصف الجيش الإسرائيلي المنزل المُحاصر بالصواريخ ودمره بالجرافات، وقد قُتل برفقته معه ابن عمه "إسلام إبراهيم علي دعمة" و"زياد علي هاشم دعمة".                                                                                             |
| أشرف نافع (أزكيهم)              | تولى قيادة مجموعة القسام في كتيبة طولكرم حتى اغتياله. | اغتاله الجيش الإسرائيلي بقصفٍ جوي على مخيم طولكرم في مدينة طولكرم بتاريخ 23 يوليو 2024. |
| محمد سامر محمود جابر (أبو شجاع) | تولى قيادة مجموعة سرايا القدس في كتيبة طولكرم حتى اغتياله. | اغتاله الجيش الإسرائيلي في عمليةٍ عسكرية في مخيم طولكرم في مدينة طولكرم فجر يوم 29 أغسطس 2024. |

### أبرز أعضاء الكتيبة
هذه قائمة ببعض أبرز أعضاء الكتيبة:
| الاسم                         | تفاصيل عنه | تفاصيل اغتياله |
| ----------------------------- | --- | --- |
| سامر صلاح عبد شافعي           | أحد أعضاء مجموعة القسام بكتيبة طولكرم، نفذ عمليات إطلاق نار صوب المركبات والمواقع الإسرائيلية في منطقة طولكرم، وهو من مواليد طولكرم بتاريخ 13 يونيو 2002.                                   | اغتالته قوات إسرائيلية خاصة في صباح يوم 6 مايو 2023 في مخيم طولكرم بمدينة طولكرم بعد الاشتباك معه. |
| حمزة جميل محمود خريوِش         | ويُعرف بِلقب "أسد الكتيبة"، وهو أحد أعضاء مجموعة القسام بكتيبة طولكرم، نفذ عدة عمليات إطلاق نار صوب الحواجز والمستوطنات والمركبات الإسرائيلية في منطقة طولكرم، وهو من مواليد طولكرم عام 2001. | اغتالته قوات إسرائيلية خاصة في صباح يوم 6 مايو 2023 في مخيم طولكرم بمدينة طولكرم بعد الاشتباك معه. |
| مهدي أسعد الحلو               | أحد الأعضاء المسؤولين عن تصنيع العبوات المتفجرة في مجموعة سرايا القدس بكتيبة طولكرم، وهو من مواليد طولكرم عام 2002.                                                                         | قُتل في مخيم طولكرم بتاريخ 7 يوليو 2023 إثر انفجار عبوة متفجرة فيه خلال إعداده وتصنيعه للعبوات. |
| عايد سميح خالد أبو حرب        | أحد أعضاء مجموعة سرايا القدس بكتيبة طولكرم، وهو من مواليد طولكرم بتاريخ 16 ديسمبر 2001. | قُتل من قبل الجيش الإسرائيلي خلال الاجيتاح الإسرائيلي لمخيم نور شمس بمدينة طولكرم فجر يوم 5 سبتمبر 2023. |
| أسيد فرحان "محمد علي" أبو علي | أحد أعضاء مجموعة القسام بكتيبة طولكرم، وهو من مواليد طولكرم بتاريخ 3 مارس 2002. | قتله الجيش الإسرائيلي خلال اجتياحه لمخيم نور شمس بمدينة طولكرم فجر يوم 24 سبتمبر 2023. |
| حذيفة عدنان محمد فارس         | أحد أعضاء مجموعة القسام بكتيبة طولكرم، وهو من مواليد طولكرم بتاريخ 12 نوفمبر 1996. | قتله الجيش الإسرائيلي قرب مستوطنة أفني حيفتس بطولكرم بتاريخ 5 أكتوبر 2023 خلال قيامه بتنفيذ هجوم مسلح على مركبات المستوطنين في المنطقة.                                                                                       |
| عبد الرحمن فارس محمد عطا      | أحد أعضاء مجموعة القسام بكتيبة طولكرم، وهو من مواليد طولكرم بتاريخ 4 أبريل 2000. | قتله الجيش الإسرائيلي قرب مستوطنة أفني حيفتس بطولكرم بتاريخ 5 أكتوبر 2023 خلال قيامه بتنفيذ هجوم مسلح على مركبات المستوطنين في المنطقة.                                                                                       |
| قاسم محمد رجب                 | عضو في الكتيبة. | اغتالتهما قوات إسرائيلية خاصة في مدينة طولكرم في اليوم الـ 31 لمعركة "طوفان الأقصى" الموافق 6 نوفمبر 2023 بإطلاق نحو 100 رصاصة على مركبة كانا فيها برفقة قائدي الكتيبة "جهاد مهراج إبراهيم شحادة" و"عز الدين رائد حسين عواد". |
| مؤمن سائد محمود بلعاوي        | عضو في الكتيبة. | اغتالتهما قوات إسرائيلية خاصة في مدينة طولكرم في اليوم الـ 31 لمعركة "طوفان الأقصى" الموافق 6 نوفمبر 2023 بإطلاق نحو 100 رصاصة على مركبة كانا فيها برفقة قائدي الكتيبة "جهاد مهراج إبراهيم شحادة" و"عز الدين رائد حسين عواد". |